# Мілково (Яшкинський округ)
Мі́лково (рос. Мелково) — присілок у складі Яшкинського округу Кемеровської області, Росія.

## Населення
Населення — 61 особа (2010; 92 у 2002).
Національний склад (станом на 2002 рік):
- росіяни — 100 %